# 磯子區
磯子區（日语：／ Isogo ku */?）是日本神奈川縣橫濱市的18區之一，位于該市東南部，面向根岸灣。海岸地區的低地，大多為填海而成。1927年10月1日實施區制時成立。

## 地理
磯子區沿海低地的大部分都是填海造陸，周圍則是丘陵地帶延伸。磯子區大部分區域已開發為住宅區，但南部的圓海山周邊保留了一些綠地。冰取澤一帶是大岡川的水源地。
從明治到昭和時代，低地附近的填海造陸進行了數次，國道16號沿著根岸灣修建。此外，隨著橫濱市電自關內、伊勢佐木町延伸至磯子區八幡橋、蘆名橋、杉田，人口逐漸增加。該時期的區域發展可以從住宅區圍繞著國道16號和堀割川周圍一直延伸到丘陵地帶看出來。
現今，除了根岸線，還有首都高速灣岸線、國道16號、橫濱市道環狀2號、橫濱市道環狀3號等道路形成道路網，但由於現今新的住宅區開發較少，人口的急速增長已成為過去式，老年化在舊有的住宅區逐漸嚴重，部分商店街因年輕人流失而難以維持。

## 經濟

### 工業
- ENEOS根岸製油所
- 東京電力南橫濱火力發電所
- 電源開發磯子火力發電所
- 東京瓦斯根岸LNG基地
- River Steel
- 旭紙業
- 日清奧利友集團 橫濱磯子事業所
- IHI橫濱第一工廠・橫濱第二工廠
- 日本海洋聯合公司橫濱事業所磯子工廠
- 東芝橫濱事業所
- 東芝生產技術中心
- 東芝材料

### 商店街

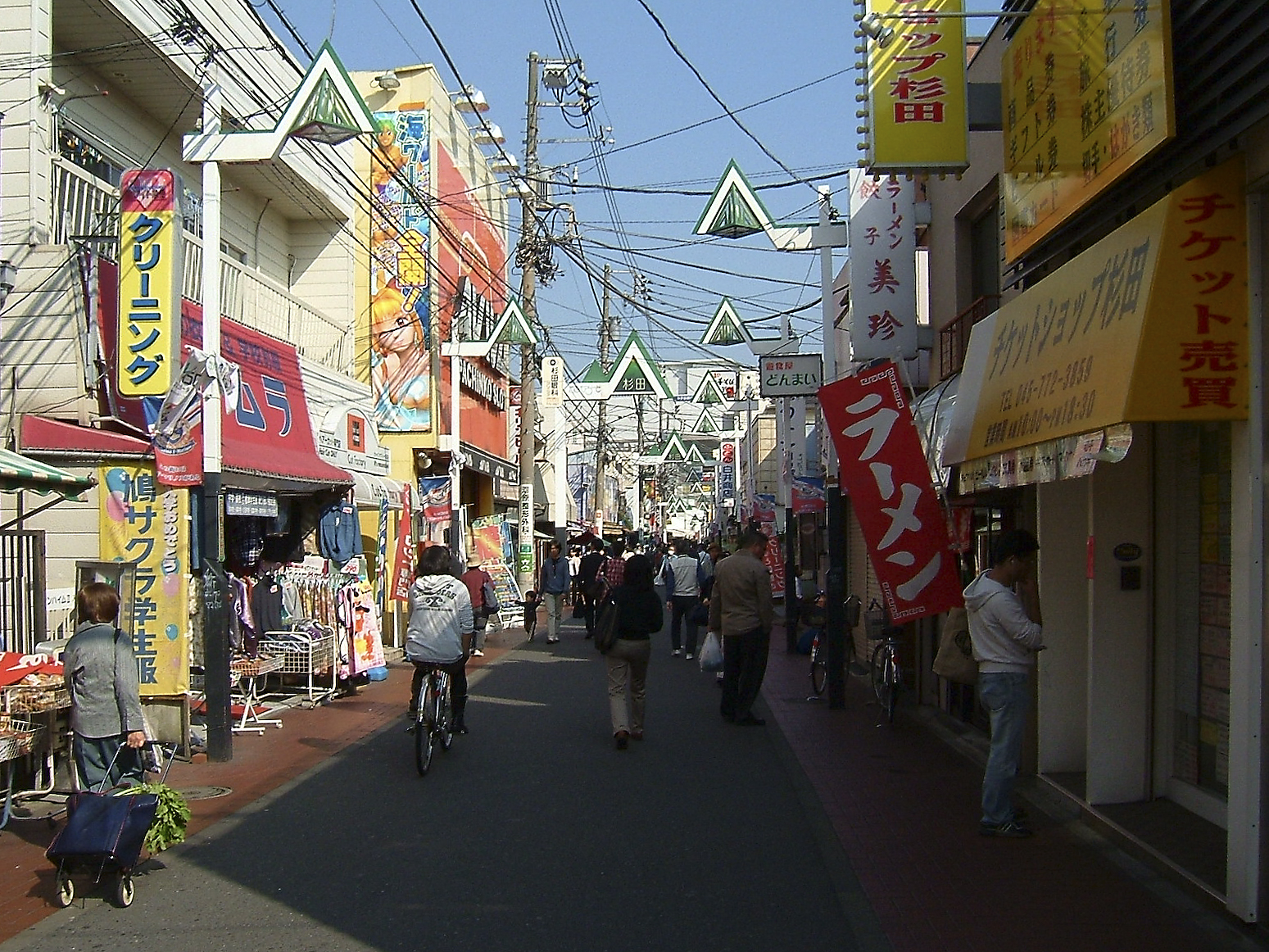
ぷらむろーど杉田商店街

- 磯子商店街商業協同組合
- ぷらむろーど杉田商店街[1]
- Sun Mall洋光台商店街[2]

## 教育

### 高等学校
- 神奈川縣立磯子工業高等学校
- 神奈川縣立橫濱冰取澤高等学校
- 橫濱学園高等学校
- 鹿島学園高等学校橫濱磯子Serendip校區
- 橫濱市立橫濱商業高等学校別科 理容科・美容科

### 中学校
- 橫濱市立根岸中学校
- 橫濱市立岡村中学校
- 橫濱市立汐見台中学校
- 橫濱市立森中学校
- 橫濱市立濱中学校
- 橫濱市立洋光台第一中学校
- 橫濱市立洋光台第二中学校
- 橫濱学園中学校

### 小学校
- 橫濱市立磯子小学校
- 橫濱市立岡村小学校
- 橫濱市立さわの里小学校
- 橫濱市立山王台小学校
- 橫濱市立汐見台小学校
- 橫濱市立杉田小学校
- 橫濱市立瀧頭小学校
- 橫濱市立根岸小学校
- 橫濱市立濱小学校
- 橫濱市立梅林小学校
- 橫濱市立屏風浦小学校
- 橫濱市立森東小学校
- 橫濱市立洋光台第一小学校
- 橫濱市立洋光台第二小学校
- 橫濱市立洋光台第三小学校
- 橫濱市立洋光台第四小学校

## 交通

### 鐵路
東日本旅客鐵道
- 根岸線：洋光台站 - 新杉田站 - 磯子站 - 根岸站

京濱急行電鐵
- 本線：杉田站 - 屏風浦站

橫濱海岸線
- 金澤海岸線：新杉田站

### 公車
- 橫濱市交通局（橫濱市營巴士）・橫濱交通開發
- 京濱急行巴士
- 神奈川中央交通
- 江之電巴士

### 道路
- 首都高速湾岸線
  - - 磯子出入口 - 杉田出入口 -
- 橫濱橫須賀道路（通過該區南端）
- 国道16号
- 国道357号
- 神奈川縣道22号橫濱伊勢原線
- 橫濱市道環狀2号
- 橫濱市道環狀3号
- 笹下釜利谷道路
- 磯子產業道路（磯子大道）

## 觀光

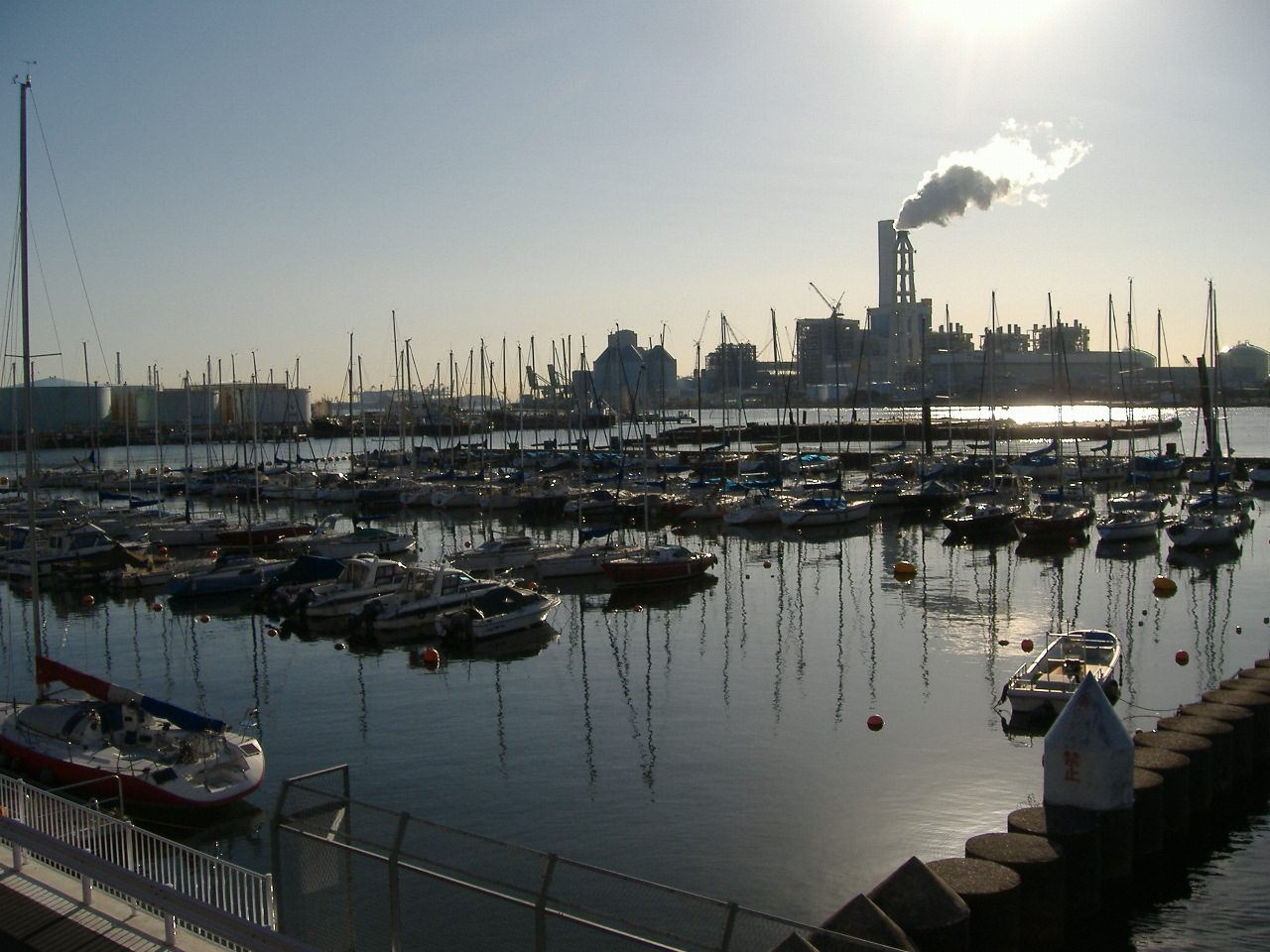
橫濱市民Yacht Harbour

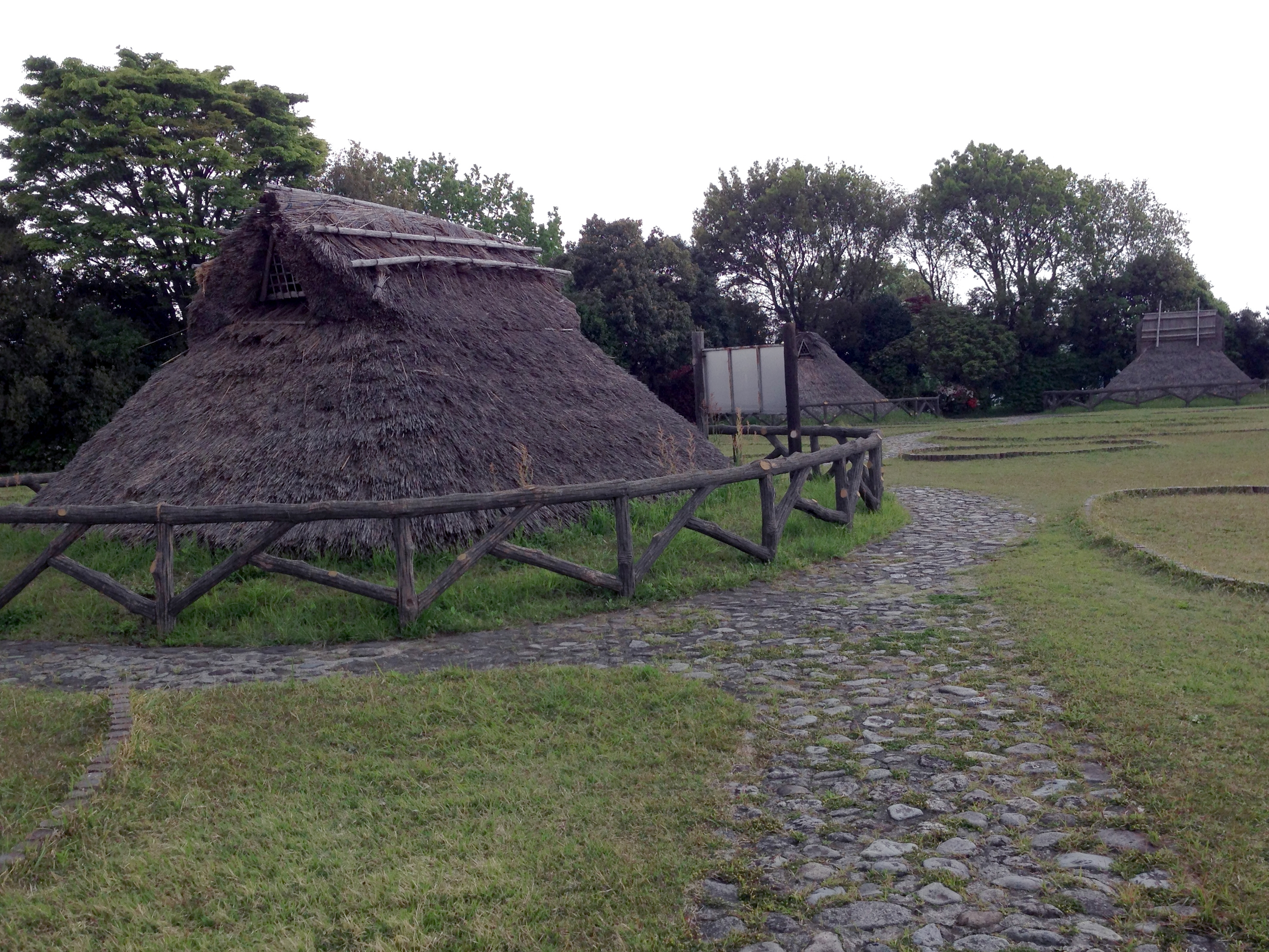
三殿台遺跡

- 圓海山
- 峯市民之森
- 冰取澤市民之森
- 久良岐公園
- 三殿台遺跡
- 磯子・望海公園
- 橫濱市民Yacht Harbour
- 磯子海釣場
- 橫濱游泳中心
- 橫濱兒童科学館
- 橫濱市電保存館
- 磯子鄉村俱樂部
- 美空雲雀誕生紀念碑

## 知名出身人物
- 飛鳥田一雄 - 第17代橫濱市市長
- 有森也實 - 女演員
- 五十嵐夕紀 - 歌手
- 井上高志 - 実業家（LIFULL創業者）
- 井上真央 - 女演員
- 大友麻衣子 - 足球選手
- 大瀨康一 - 演員
- 菊容子 - 女演員
- 近藤浩德 - 聲優
- 坂本真由美 - 鋼琴家
- 杉山清貴 - 歌手
- 堤磯右衛門 - 日本的肥皂工業創始者
- 野口聰一 - 宇航員
- 古谷徹 - 聲優
- 美空雲雀 - 歌手
- 上田剛士 - 音樂家
- KYONO - 音樂家
- 村上知子 - 搞笑藝人
- 柚子（北川悠仁、岩澤厚治） - 音樂家
- 向井理 - 演員
- 根建太一 - 搞笑藝人
- 吉田賢吾 - 職棒選手
- 吉田成樹 - 演出家、活動製作人
- NordOst - 音樂家（AIZ）

## 外部連結
- OpenStreetMap上有關磯子區的地理
- （日語） 官方网站